# Irmela Schautz
Irmela Schautz (* 1973 in Ravensburg) ist eine deutsche Grafikerin und Illustratorin. Als Buch- und Coverillustratorin ist sie für internationale Verlage sowie Kunden aus der freien Wirtschaft tätig. Seit 2012 lehrt Schautz als Dozentin an der Akademie für Illustration und Design (AID) und ist Mitinitiatorin des Vereins Lange Nacht der Illustration e. V. in Berlin.

## Werdegang
Als Tochter eines Malers, Lithographen und Kunstlehrers hatte Irmela Schautz in ihrer Kindheit Zugang zu Malutensilien und lernte einiges über ihr späteres Tätigkeitsfeld bereits im Elternhaus. Als Schülerin gewann sie einen Bundesförderpreis für Malerei und durfte in den Sommerferien unter Anleitung eines Professors der Ludwig-Maximilians-Universität München künstlerisch tätig werden.
Irmela Schautz studierte Malerei und Grafik an der staatlichen Kunstakademie Münster bei Udo Scheel und Bühnen- und Kostümbild an der Staatlichen Akademie der Bildenden Künste Stuttgart bei Jürgen Rose und Martin Zehetgruber. Von 1996 bis 1998 arbeitete sie als wissenschaftliche Zeichnerin am Westfälischen Landesmuseum für Archäologie in Münster.
Schautz verbrachte mehrfach Zeit in Tokio, wo sie unter anderem für Mozarts Oper „Così fan tutte“ Kostüme aus Alltagsmaterialien entwarf und anfertigte. Ihre Arbeiten wurden ab diesem Zeitpunkt von der japanischen Ästhetik und dem dort typischen Umgang mit Papier und Farben beeinflusst.
Seit 2005 arbeitet Schautz als freie Illustratorin für Kinder- und Jugendbücher, Sachbücher, Biografien, sowie für Magazine und Zeitungen und Auftraggeber aus der freien Wirtschaft. Ihre illustrierten Bücher finden sich auf der Spiegel-Bestsellerliste, der Shortlist des World Illustration Award, des Global Illustrators Award und unter den „Schönsten Büchern Deutschlands“. 2023 gewann sie zusammen mit der Autorin Kathrin Köller für ihr Buch "Queergestreift - alles über LGBTIQA+" den Deutschen Jugendliteraturpreis in der Sparte Sachbuch.
Seit 2012 lehrt Irmela Schautz als Dozentin an der Akademie für Illustration und Design (AID) in Berlin, wo sie Seminare zu den Themen Grundlagen der Gestaltung, Magazin Konzeption, sowie Cover- und Bildstreckengestaltung gibt.
Seit 2023 ist sie Mitglied im Netzwerk für lebendige Veranstaltungen "Der Kongress tanzt".
Gemeinsam mit Annabelle von Sperber und zwei weiteren Kolleginnen gründete sie 2012 den Verein Lange Nacht der Illustration e. V., Schirmherr der gleichnamigen Veranstaltung, die 2012, 2016 und 2019 in Berlin stattfand. Unter den Illustratoren, die 2019 ihre Ateliers öffentlich zugänglich machten, waren unter anderem Heidi Kull, Britta Teckentrup, Detlef Surrey, Evelyn Scherber und Anja Wrede.
Irmela Schautz ist Mitglied der Illustratoren Organisation (IO) sowie des Berufsverbandes deutschsprachiger Illustratoren. Sie lebt und arbeitet in Berlin.

## Werke (Auswahl)
- Queergestreift - alles über LGBTIQA+, Autorin: Kathrin Köller, Illustratorin: Irmela Schautz, Gestalterin: Michaela Binder, Hanser Verlag, ISBN 978-3-446-27258-3
- Das Buch der Zeit. The Book of Time. Autorin: Kathrin Köller, Illustratorin: Irmela Schautz, Prestel Verlag, Penguin Random House, ISBN 978-3-7913-7416-1, ISBN 3-7913-7416-8, ISBN 978-3-7913-7417-8
- Der geheime Ursprung der Wörter, Autorin: Andrea Schomburg, Illustratorin und Projektentwicklung: Irmela Schautz, Dumont Verlag ISBN 978-3-8321-9966-1
- Von Kaffeeriechern, Abtrittanbietern und Fischbeinreißern: Berufe aus vergangenen Zeiten. Autorin: Michaela Vieser, Illustration: Irmela Schautz. Bertelsmann, Gütersloh 2010 (ISBN 978-3-570-55195-0)
- Für immer und jetzt. Wie man hier und anderswo die Liebe feiert. Zusammen mit Michaela Vieser. Verlag Antje Kunstmann 2016 (ISBN 978-3-95614-064-8)
- Mein Scribble- und Inspirationsbuch. Catch the day!. Rheinfelden: Christophorus Verlag 2015. ISBN 978-3-86230-305-2.
- Mein 365-Tage-Buch. Velber 2014 (ISBN 978-3-8411-0188-4)
- Christian Nürnberger, Stephan Kaußen: Nelson Mandela. Irmela Schautz (Illustratorin). Thienemann-Esslinger, Stuttgart 2018 (ISBN 978-3-522-30500-6)
- Alois Prinz: Dietrich Bonhoeffer. Wege zur Freiheit. Illustration Irmela Schautz. Thienemann-Esslinger, Stuttgart 2017 (ISBN 978-3-522-30455-9)
- Mascha Kaléko: Verse für Zeitgenossen. Illustration Irmela Schautz. dtv, München 2017 (ISBN 978-3-423-28139-3)
- Christian Nürnberger, Petra Gerster: Der rebellische Mönch, die entlaufene Nonne und der größte Bestseller aller Zeiten, Martin Luther. Irmela Schautz (Illustratorin). Thienemann-Esslinger, Stuttgart 2016 (ISBN 978-3-522-30419-1)
- Adolph Knigge: Über den Umgang mit Menschen. Eine Auswahl. Illustration von Irmela Schautz. Nachwort von Marion Poschmann. Insel Verlag, Berlin 2016 – Insel-Bücherei 1516 (ISBN 978-3-458-19416-3)
- Mascha Kaléko: Das lyrische Stenogrammheft. Illustration von Irmela Schautz. dtv, München 2016 (ISBN 978-3-423-28098-3)